# 職業訓練指導員 (航空機製造科)
職業訓練指導員 (航空機製造科)（しょくぎょうくんれんしどういん こうくうきせいぞうか）は、職業訓練指導員免許のうちの1つ。厚生労働省管轄。

## 受験資格
職業訓練指導員免許の受験資格と試験免除を参照。
航空機製造科においては、航空機国家試験合格者は、「系基礎学科」、「専攻学科」の各試験が免除され、「実技」と、「指導方法」の学科試験のみでよい。

## 試験科目

### 学科試験
1. 指導方法（職業訓練原理、教科指導法、訓練生の心理、生活指導及び職業訓練関係法規）
2. 関連学科
  1. 系基礎学科
    1. 航空機工学（航空理論　航空機　電子装置　材料　航空機発動機　機体　測定法及び試験法　関係法規）
    2. 製図（読図法）
    3. 安全衛生（安全管理　衛生管理）

  2. 専攻学科
    1. 製造法（部品加工法　製造工程　組立法　調整法　検査法　ぎ装法）
    2. 計測・制御工学（計測法　計測機器　制御理論　製造機器制御）

### 実技試験
1. 航空機の組立て及び調整